# Team Liquid
Team Liquid is een Nederlandse e-sportorganisatie en gelijknamig online nieuwsportaal en forum.
Na het uitkomen van StarCraft II: Wings of Liberty werden de eerste professionele spelers gecontracteerd. Begin 2015 ging de club samen met Team Curse onder de naam Liquid.

## Geschiedenis
De website van Team Liquid startte oorspronkelijk in 2001 als een nieuwssite die hoofdzakelijk was gericht op StarCraft. Ondanks dat werd er ook verslag gedaan van andere computerspellen. In 2012 werd bekend dat ook Dota 2 officieel werd opgenomen. In 2017 werd tijdens The International in Seattle de Dota 2-competitie gewonnen door de spelers van Team Liquid. Het Nederlandse team ging naar huis met $10,8 miljoen aan prijzengeld.
Team Liquid valt onder moederbedrijf aXiomatic, een bedrijf dat is gericht op entertainment en sportmanagement. Victor Goossens en Steve Arhancet bleven in hun huidige rol als mede-CEO na de overname.

## Toernooien en evenementen
Team Liquid is tevens organisator van de volgende evenementen:
- Team Liquid Starleague
- Team Liquid StarCraft II Open
- Team Liquid Legacy Starleague

## E-sportsteam
De clan Liquid werd eind 2000 opgericht door Goossens na het verlaten van zijn vorige clan. Liquid begon aanvankelijk met vier leden en groeide naar acht spelers gedurende het volgende jaar.
De computerspellen die worden gespeeld zijn:
- Artifact
- Apex Legends
- Call of Duty: Black Ops 4
- Clash Royale
- Counter-Strike: Global Offensive
- Dota 2
- Fortnite
- Hearthstone: Heroes of Warcraft
- League of Legends
- PlayerUnknown's Battlegrounds
- Rocket League
- Quake Champions
- StarCraft II
- Street Fighter-serie
- Super Smash Bros.-serie
- Tom Clancy's Rainbow Six: Siege
- Valorant